# Znojemský haléř
Znojemský haléř je jednostranný stříbrný kruhový peníz s průměrem 7-8 mm a hmotností cca 0,4 g. Byl ražen od roku 1460 ve Znojmě (mincovní privilegium vystaveno dodatečně v r. 1462). Na líci je vyobrazena korunovaná moravská orlice, hledící vpravo, v prsním štítku je písmeno "Z". Jeden groš platil za 7 penízů. Podobné mince byly raženy i v Brně a v Jihlavě.